# Zemba (taal)
Zemba is een Bantoetaal die wordt gesproken door Zemba's en de nauw verwante Himba’s in de regio Kunene in het noordwesten van Namibië en in het zuidwesten van Angola.  Er zijn ongeveer 30.000 mensen met Zemba als moedertaal. Andere benamingen voor Zemba zijn Dhimba, Otjidhimba, Himba en Otjihimba.
Zemba is vrijwel identiek aan Herero, de taal gesproken door de Herero’s.